# Медисин Лејк (Минесота)
Медисин Лејк (енгл. Medicine Lake) град је у америчкој савезној држави Минесота.

## Демографија
По попису из 2010. године број становника је 371, што је 3 (0,8%) становника више него 2000. године.
| Група             | 2000.       | 2010.       |
| Белци             | 346 (94,0%) | 331 (89,2%) |
| Афроамериканци    | 2 (0,5%)    | 16 (4,3%)   |
| Азијати           | 9 (2,4%)    | 8 (2,2%)    |
| Хиспаноамериканци | 5 (1,4%)    | 5 (1,3%)    |
| Укупно            | 368         | 371         |